# نسر
النُّسُور (المفرد: نَسْر) هي طيور قَمَّامة تأكل الجيف وهي أكبر الطيور الجارحة، منها ما يعد من نسور العالم القديم ويندرج تحت فصيلة البازية وتعيش في أوراسيا وأفريقيا. ومنها ما يعد من نسور العالم الجديد ويندرج تحت فصيلة القماميات. وتعيش في الأمريكيتين. أغلب أنواع النسور تتميز برؤس خالية من الريش متكيفة مع طبيعتها في أكل الجيف وبنظر حاد ومناقير معقوفة وهناك من وسع قائمة طعامه مثل الرخمة فهي تستخدم الحجارة لكسر البيض وأكله، والكاسر العظام المشهور بأكله العظام، أما نسر جوز النخيل كما يوحي إسمه فإن أغلب غذائه هو من ثمار جوز النخيل.
يُسمَّى بيض النسور على اختلاف أجناسها وأنواعها رَقَن.

## التسمية
مصدر كلمة نسر هو من الفعل نَسَرَ، أي الكشط والجرح والنقب، وهذه صفات النسور عند أكلها الجثث أي أنها تنقب الجلد لكي تصل إلى اللحم وذالك بواسطة منقاره الحاد.

## أنواعه

النسر الأسمر هو أحد أشهر أنواع النسور ومظهره مألوف عند الناس

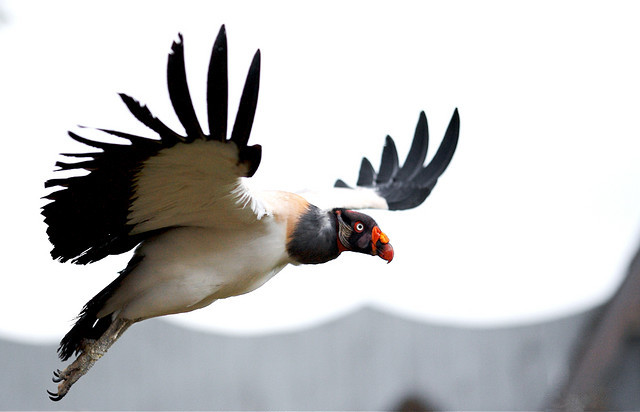
النسر الملك يتميز بمظهر مميز وبألوان زاهية في رأسه

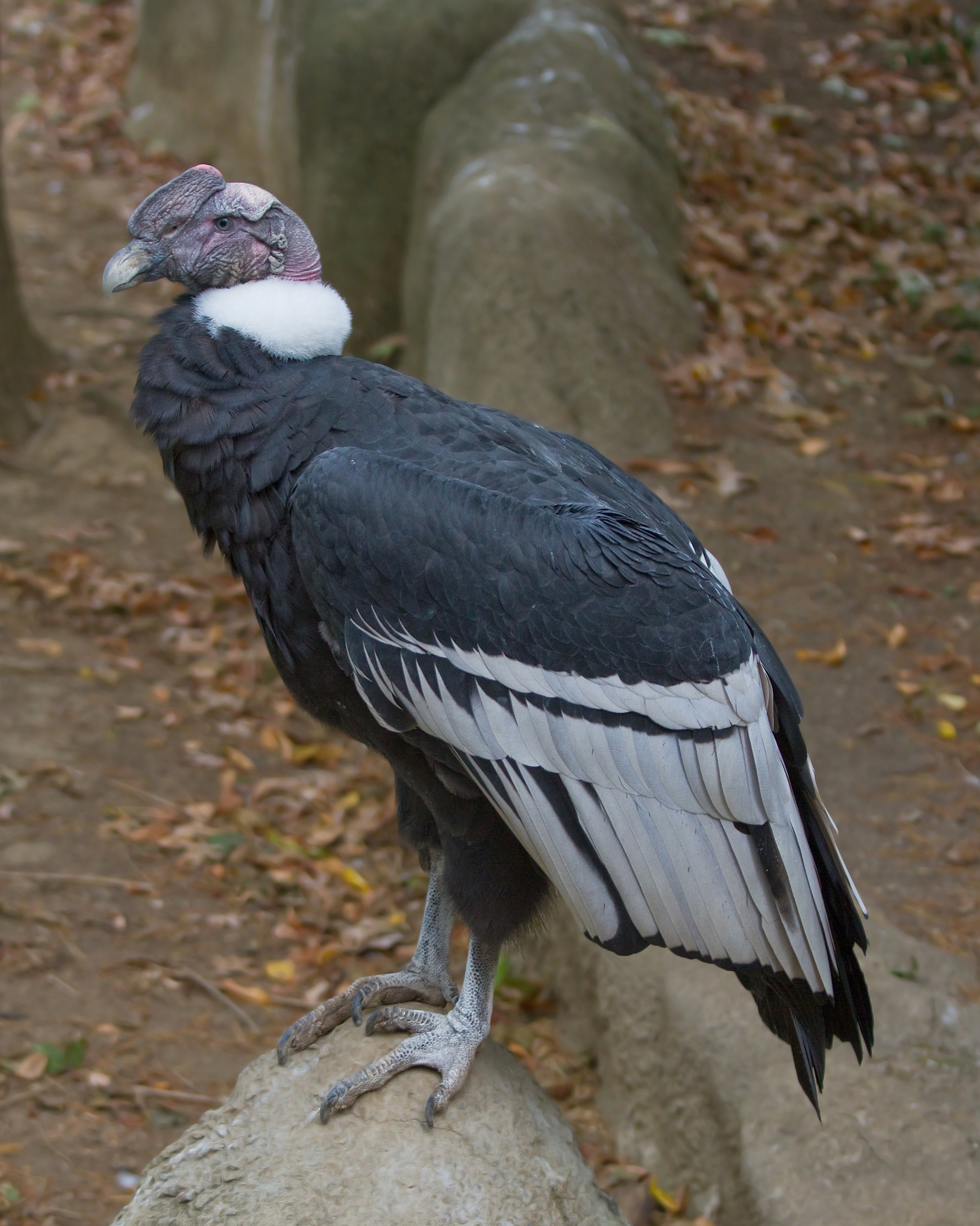
أكبر نسور من عائلة نسور العالم الجديد هو كندور الأنديز حيث يصل طوله ل130 سم ووزنه إلى 15 كيلو و طول جناحيه إلى 3.1 متر ويعتبر واحد من أكبر الطيور القادرة على التحليق.

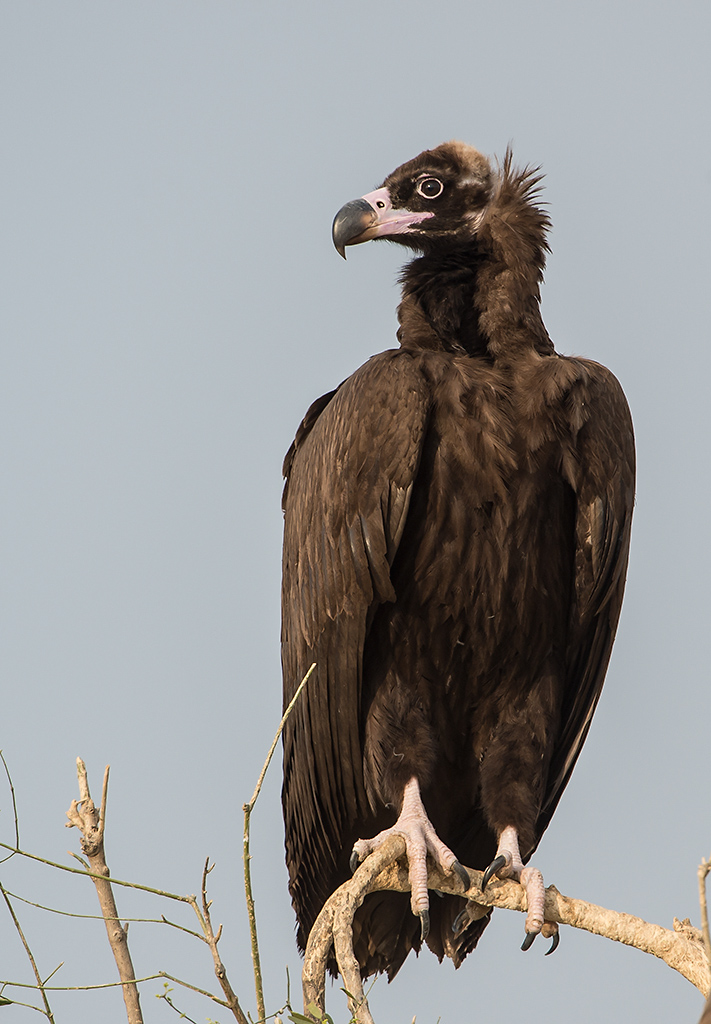
أكبر نسر من عائلة نسور العالم القديم وهو النسر الراهب يصغره قليلا إذ يصل طوله ل120 سم ووزنه إلى 14 كيلو وباع جناحيه إلى 3 أمتار.

1. تنقسم النسور إلى عائلتين رئيسيتين وهم :

### عائلةنسور العالم القديم
تضم 16 نوعا متوزعا على 9 أجناس وتنتمي إلى فصيلة البازيات وهم كالتالي:
- جنس (Aegypius):
  - النسر الراهب، Aegypius monachus
- جنس (Gypaetus):
  - نسر أبو ذقن، Gypaetus barbatus
- جنس القشاعم (Gyps):
  - النسر الأسمر، Gyps fulvus
  - النسر الهندي، Gyps indicus
  - النسر الهندي أبيض الظهر، Gypes bengalensis
  - نسر الرأس، Gyps coprotheres
  - نسر الهملايا، Gyps himalayensis
  - النسر أفريقي أبيض الظهر، Gyps africanus
  - النسر نحيل المنقار، Gyps tenuirostris
  - نسر أبقع، Gyps rueppellii
- جنس (Neophron):
  - الرخمة، Neophron percnopterus
- جنس (Sarcogyps):
  - النسر أحمر الرأس، Sarcogyps calvus
- جنس (Trigonoceps):
  - النسر الأصقع، Trigonoceps occipitalis
- جنس(Necrosyrtes):
  - النسر المقلنس، Necrosyrtes calvus
- جنس(Gypohierax):
  - نسر جوز النخيل، Gypohierax angolensis
- جنس(Torgos):
  - النسر الأجعد، Torgos tracheliotos

### عائلةنسور العالم الجديد
تضم 7 أنواع متوزعة على 5 أجناس وتنتمي إلى فصيلة القماميات وهم كالتالي:
- (جنس Coragyps):
  - النسر الأسود, Coragyps atratus،
- (جنس Cathartes):
  - النسر الرومي, Cathartes aura
  - النسر الأصغر أصفر الرأس, Catharter burrovianus
  - النسر الأكبر أصفر الرأس, Cathartes melambrotus
- (جنس Gymnogyps):
  - كندور كاليفورنيا Gymnogyps californianus
- (جنس Vultur):
  - كندور الأنديز, Vultur gryphus
- جنس (Sarcoramphus):
  - ملك النسور, Sarcoramphus papa،

## مكانة النسر

### عند العرب
النسر هو من المخلوقات الوضيعة لدى العرب لأنه يتصف بصفات شتى أهمها الجبن، فهو لا يقدم على فريسته ولا يحرك ساكنا حتى تخرج روحها، وهو من بين الطيور والجوارح مختص بالتعامل مع الجيف، في حين أن جوارح أخرى كالعقاب مثلا لا تأكل إلا من صيد مخالبها من الصيد الطازج الجديد، بينما النسر مرابط عند الجيفة التي ليس لها شعور.

### عند الغرب
في التفكير الغربي والأمريكي على وجه الخصوص نجد الطير المسمى (بالإنجليزية:eagle) يتصدر كثيرًا من الشعارات، فهو يوجد على كثير من شعارات الحكومة الأمريكية وإداراتها المختلفة، ويظهر في كثير من قصص الأطفال كالنسر الذهبي مثلاً، كما يستخدم في الأدب الأمريكي أيضًا كرمز للحرية والانطلاق والعلو. ولما احتك العرب بالأمريكيين ترجموا اسم هذا الطير بالنسر وأخذوا معه استخدامه في الأدب والكتابة كرمز لصفات إيجابية. لكن حدث خطأ فادح هنا في الترجمة إلى العربية، إذ أن الطير المسمى (بالإنجليزية:eagle) ليس هو النسر إطلاقًا وانما هو العقاب كما هي الترجمة الصحيحة له، أما النسر فهو الذي يطلق عليه في (بالإنجليزية :vulture) وتصفه المعاجم الإنجليزية بما ينطبق على وصفه في العربية.
وهناك احتمالات أخرى حول سبب الخلط بين النسر والعقاب، طالع عقاب (طائر).

### في العصر الحديث
لكن في العصر الحديث صار النسر رغم مكانته الوضيعة في مخيلة العرب يرد كرمز لصفات إيجابية كالشجاعة والصمود والإقدام والكرامة والعلو والسمو، وهي صفات تشيد بالنسر وتخصه من بين الطيور بالفضل والتنويه حتى فاق بالمديح على الصقر الذي هو من أجل الطيور وأعلاها مكانة عند العرب، وهذا ظنا من الناس أن النسر هو طائر العقاب.

## غذاء النسور
تتميز النسور بأكلها للجيف وقد تهاجم الحيوانات الضعيفة وتجهز عليها ومناقيرها الحادة مجهزة لهذه الوظيفة حيث أنها تستطيع ثقب الجلد والوصول إلى اللحم بسهولة، تعثر النسور على طعامها باستخدام بصرها الحاد وأحيانا تتبع المفترسات الكبيرة لتأكل ما تبقى من فريستها وفي العادة تجتمع النسور بأعداد كبير ويمكن مشاهدة عدة أنواع مختلفة وهي مجتمعة وهذا يسبب قتال من أجل الأكل أولا.

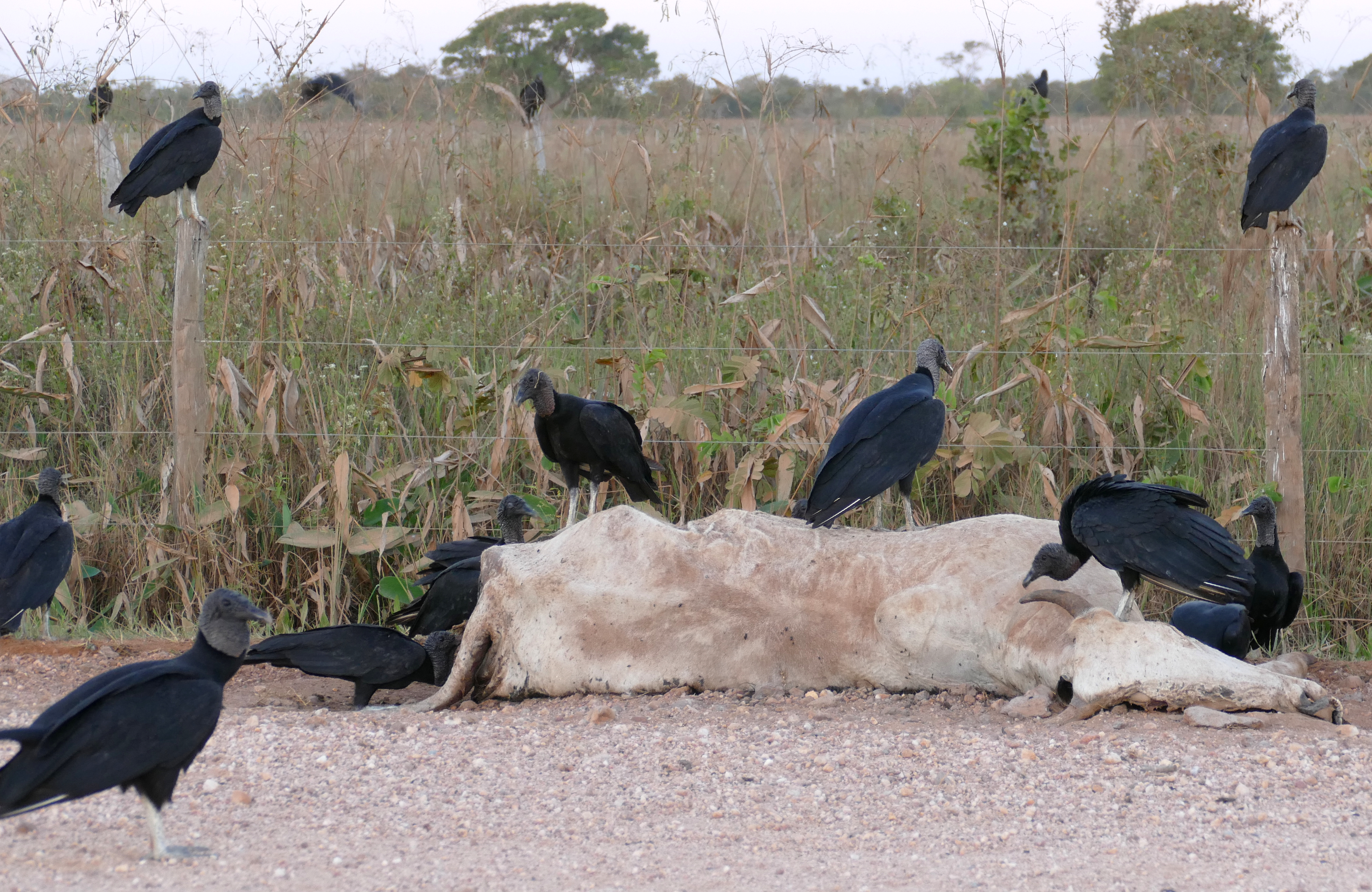
نسور سوداء تأكل بقرة نافقة

النسر الملتحي على عكس بقية النسور فهو يأكل العظام وهو الوحيد بين جميع الطيور الذي يفعل هذا حيث أنه ينتظر إنتهاء بقية النسور من الجثة ومغادرتها ثم يقوم بأكل العظام عن طريق إبتلاعها وإذا كانت كبيرة جدا فهو يطير بتلك العظمة لإرتفاع كبير ثم يسقطها فتتفتت بفعل الجاذبية وهذا لكي يسهل أكلها ومن هنا أخذ لقب كاسر العظام.

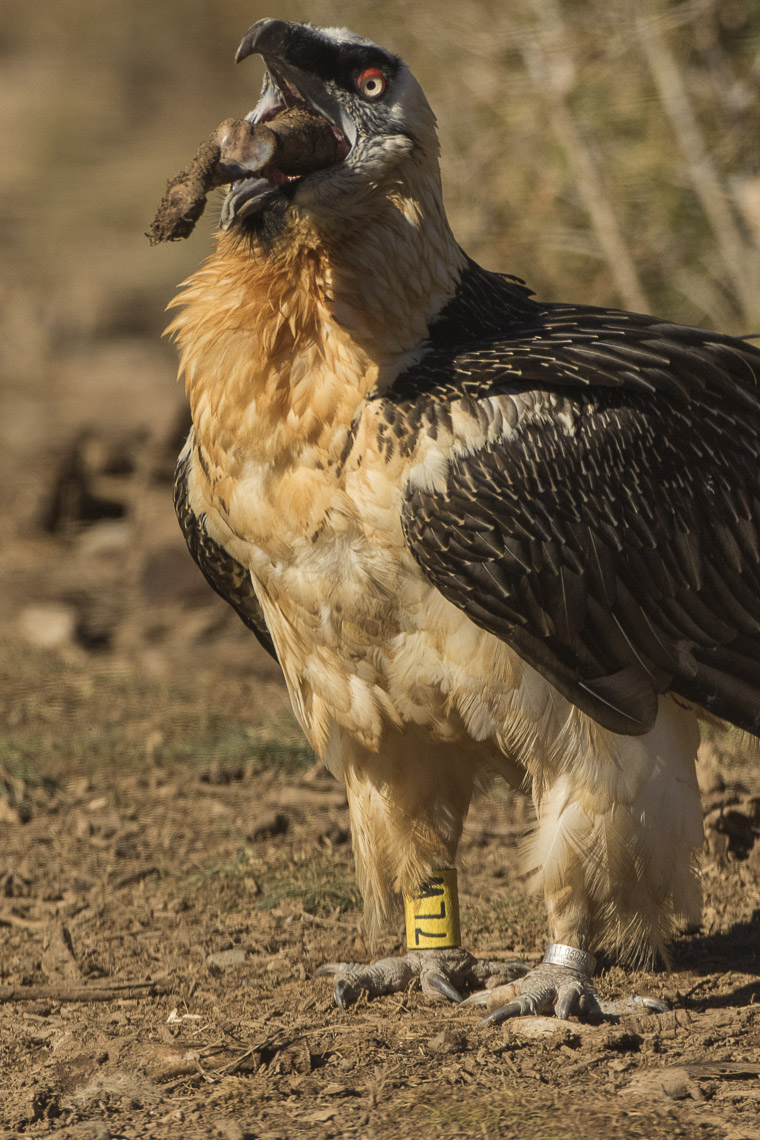
نسر أبو ذقن و هو يأكل عظمة

و بالنسبة للنسر المصري يمكن مشاهدته وهو يأكل الجيف رفقة النسور الأخرى ولكنه أحيانا يسرق بيض النعام وليقوم بكسره يحضر حجرة في منقاره ويضرب بها البيضة إلى حين إنكسارها فيأكل ما في داخلها.

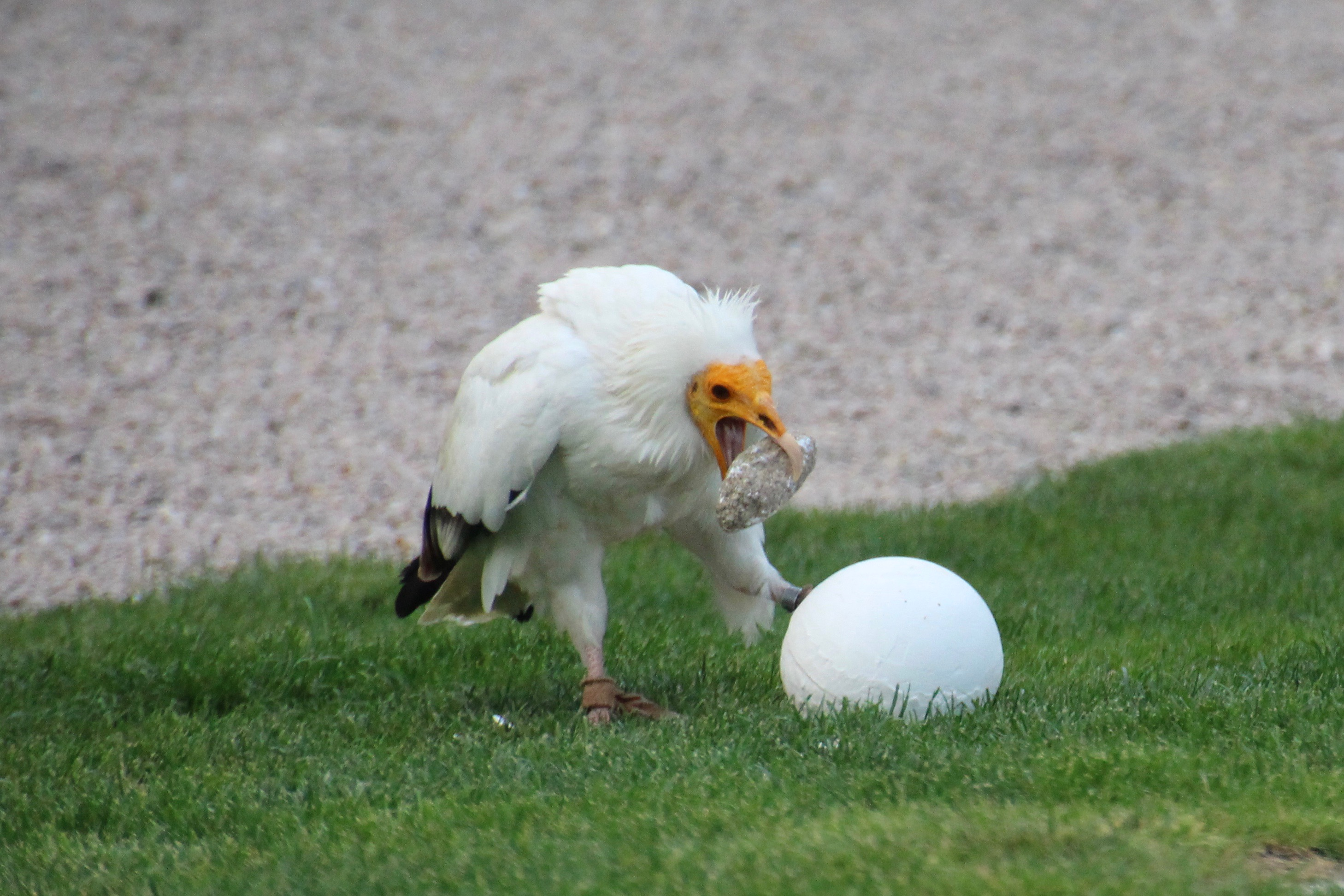
نسر مصري يحمل حجر لكسر البيضة

و نسر جوز النخيل يأكل الجيف و الحيوانات الصغيرة أيضا ولكن على عكس بقية الطيور الجارحة فإنه يأكل بصفة خاصة ثمار نخيل الزيت لهذا يمكن مشاهدته بكثرة قرب مزارع نخيل الزيت.

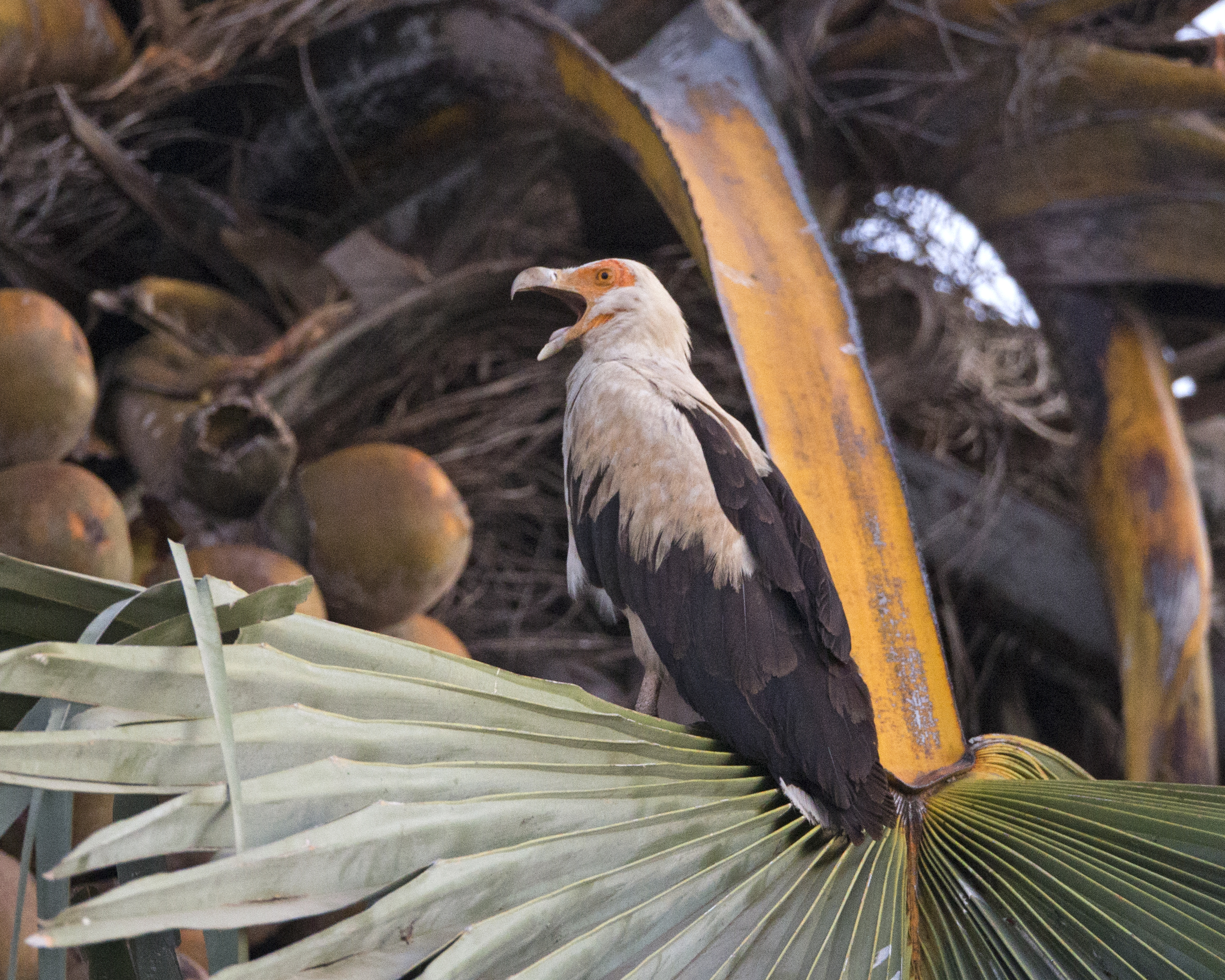
نسر جوز النخيل وهو جاثم على نخلة محملة بالثمار

## أهمية النسور في الطبيعة
النسور تعتبر أهم المنظفين في الطبيعة و هذا لأنها أول من تصل إلى جيف الحيوانات بسبب أنها تستطيع رؤيتها من بعيد , و للنسور القدرة على أكل اللحم في كل حالاته و حتى اللحم الفاسد شبه المتحلل الذي تتجنبه أغلب الحيوانات , رغم ذالك فإن النسور لا تمرض ,و السبب في هذا أن النسور لديها حمض معدة قوية جدا و قد تكون 100 مرة أقوى من تلك الموجودة في البشر . في حين أن العصائر المعدية البشرية لديها حموضة حوالي 2 على مقياس الرقم الهيدروجيني ، فالنسور قريبة من الصفر (أس هيدروجيني=1.0) و يمكن لهذا الحمض القضاء على بعض أنواع البكتيريا مثل الجمرة الخبيثة, و بأكلها الجيف فهي تضع حدا لإنتشار الأوبئة الذي قد يحمله الحيوان الميت .

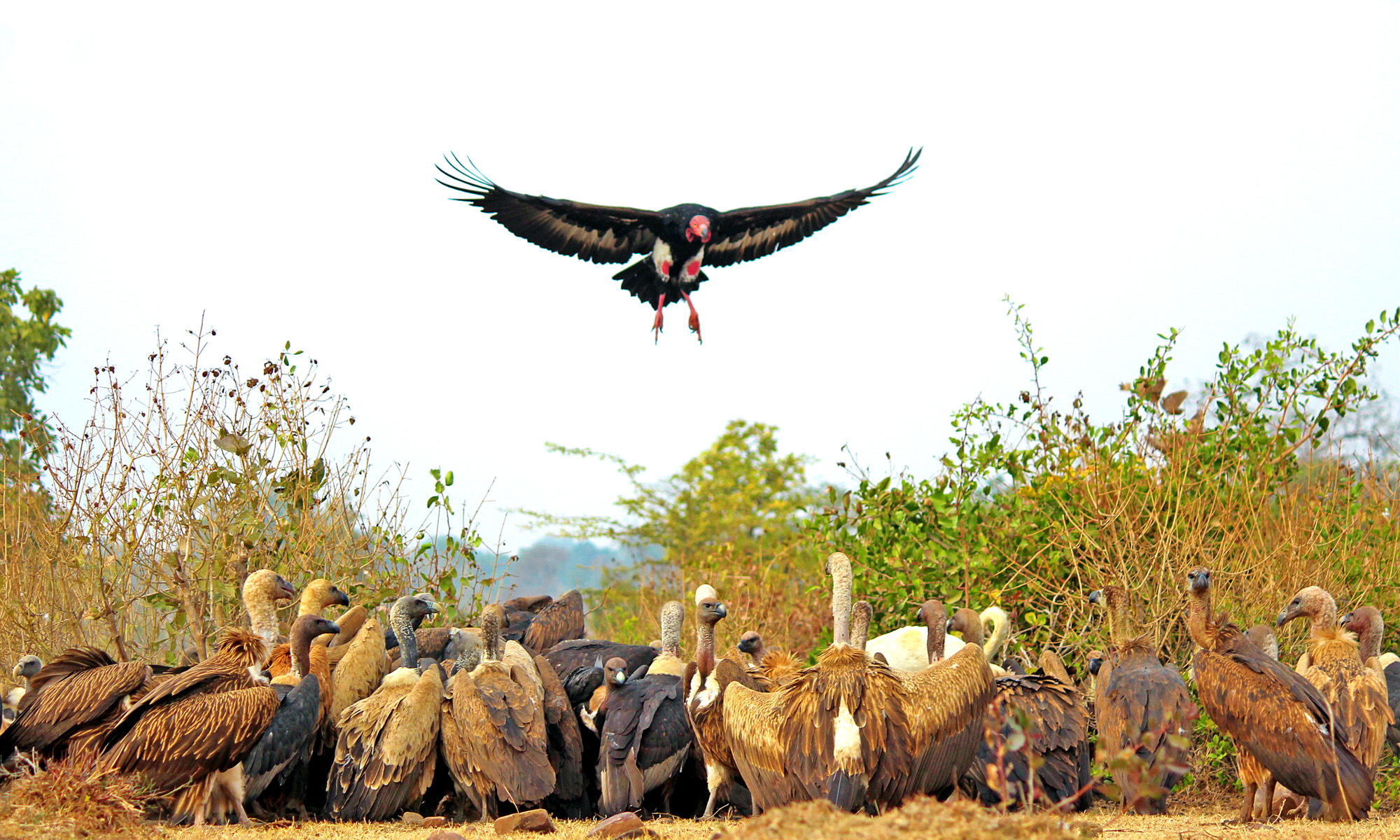
مجموعة من النسور بأنواع عدة مجتمعة حول جثة في الهند

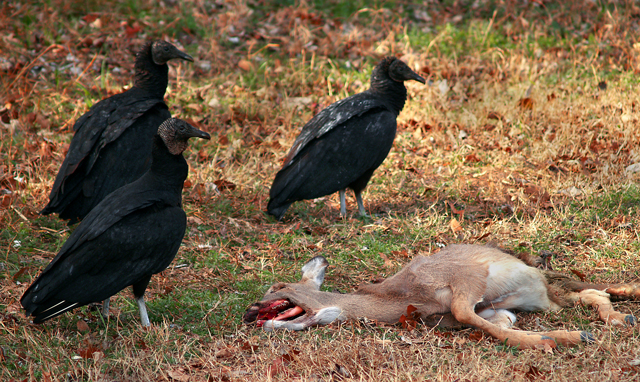
نسور سوداء حول جثة أيل

## مخاطر الانقراض
انقرضت فئات كثيرة وكاملة من النسور، أدّت أسباب كثيرة إلى انقراض النسور، أهمها:
- قلّة الجيَف التي تتغذّى عليها النسور بسبب تطوّر طب الحيوانات الأليفة.
- الصيد.
- استعمال مواد الإبادة (المواد التي تستعمل لإبادة الآفات الزراعية) سمّمت النسور التي أكلت الجيفة المسمّمة.
- تكهرب بسبب لمس النسور للأسلاك الكهربائية.

على سبيل المثال:
في 20 يونيو 2019 ، عثر في شمال بوتسوانا على جثث 468 نسرا أبيض الظهر و 17 نسرًا أبيض الرأس و 28 نسرًا مقنبعًا و 14 نسرا أذونا و 10 نسور رأس ، ما مجموعه 537 جثة نسر ،بالإضافة إلى عقابين أصحمين. يشتبه في أنهم ماتوا بعد أكل جثث 3 أفيال سممها الصيادون ، ربما لتجنب اكتشافها من طرف النسور لأنها تحوم بأعداد كبيرة حول جثث الحيوانات، مما يساعد الحراس على تتبع نشاط الصيد غير القانوني.

## مواضيع مرتبطة
- كندور
- نسر هندي
- نسر الهيمالايا
- نسر أبيض الظهر
- النسر الأمريكي
- النسر المصري
- النسر الرومي
- النسر أبو ذقن
- النسر الأسمر